# Villa philippii
Villa philippii är en tvåvingeart som beskrevs av Neal L. Evenhuis 1978. Villa philippii ingår i släktet Villa och familjen svävflugor. Inga underarter finns listade i Catalogue of Life.